# Diepe Sloot
De Diepe Sloot (Fries en officieel: Djippe Sleat) is een poel in de Friese gemeente Súdwest-Fryslân. De Diepe Sloot geeft toegang tot de westelijker gelegen Rintjepoel. Ten oosten van de poel ligt de plaats Heeg. Hoewel de naam anders doet vermoeden, is de Diepe Sloot in zekere zin geen "sloot" maar poel, zoals de omliggende Rintjepoel en Palsepoel. Dit geldt ook voor de zuidelijker liggende Wegsloot.